# Tipula bilimeki
Tipula bilimeki är en tvåvingeart som beskrevs av Alexander 1941. Tipula bilimeki ingår i släktet Tipula och familjen storharkrankar. Inga underarter finns listade i Catalogue of Life.